# Stephan Boden (Schauspieler)
Stephan Boden (* 1967) ist ein deutscher Film- und Theaterschauspieler.
Boden studierte zunächst Theaterwissenschaft und schloss dann sein Schauspielstudium an der Hochschule für Musik und Theater in Hannover erfolgreich ab. Es folgten Engagements am Staatstheater Hannover, Volkstheater Rostock, Stükke-Theater Berlin und dem Theater Paderborn. Neben seinem Engagements am Theater spielte er auch noch in Fernseh- und Spielfilmen wie Der Teufel mit den drei goldenen Haaren und Die kleine Hexe mit. 2005 gründete er das mobile Theater „THEATERfahrendesVOLK“.